# Tty (유닉스)
tty는 컴퓨팅에서 표준 입력에 연결된 터미널의 이름을 출력하는 유닉스, 유닉스 계열 운영 체제의 명령어이다.
tty는 TeleTYpewriter를 대표한다.

## 같이 보기
- 전신타자기